# Ungeloube

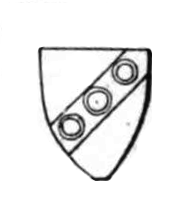
Wappen der Wappengemeinschaft der v. Brensbach, Duborn, v. Echter-Ungelaube, v. Hochhausen, v. Weckbach und v. Starkerad.

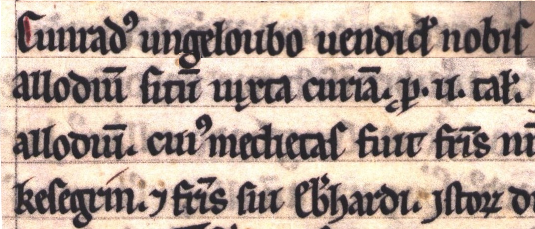
Cunradus Ungeloubo verkauft Eigentum um 2 Talente Silber

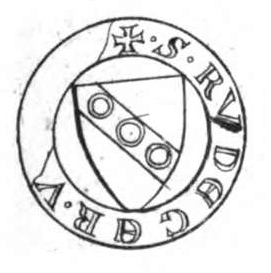
Siegelbild der v. Weckbach um 1390

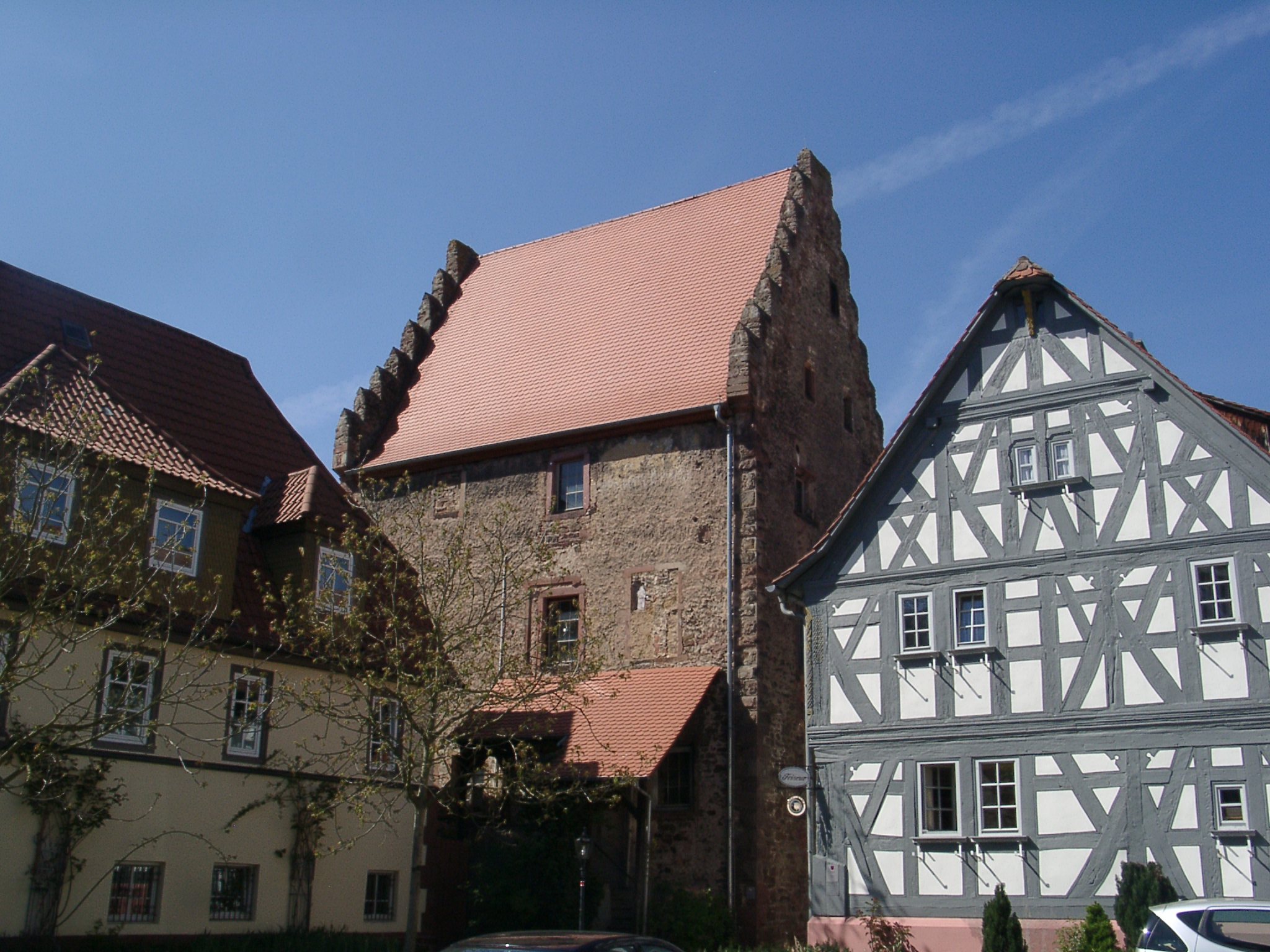
Erbach im Odenwald, Tempelhaus

Die Ungeloube (mittelhochdeutsch für Unglaube) traten zunächst als Vasallen der Reichsministerialen von Dornberg zu Burg Dornberg auf und waren daselbst seit dem letzten Viertel des 12. Jahrhunderts ansässig. Ab Mitte des 14. Jahrhunderts standen sie in Diensten der Schenken von Erbach und von Kurmainz zur Zeit des Bischofs Gerlach von Mainz.

## Herkunft
Nach neuerer Literatur wird ein Siedeln der „Ungeloube“ bereits im 11. Jahrhundert in der Umgebung des Wißberges in Rheinhessen bei Gau-Weinheim angenommen. Ein entsprechender Flurname (ym Ungelupen), der mit großer Wahrscheinlichkeit auf einen solchen Rufnamen zurückgeht und später entstellt wurde, findet sich in einer Urkunde aus 1340 im Mainzer Stadtarchiv.

## Name
Das Prädikat „von“ tragen die Ungeloube als Familie des Niederadels seit Beginn der ersten urkundlichen Erwähnung nicht im Namen, da dieser schon um 1178 als Familiennamen (ohne Ortsbezeichnung) ausgebildet war und ohne weitere Standeserhöhung danach bis heute (ab etwa 1500) in seiner Endausprägung Unglaube geführt wird. Als Beispiel für diese prädikatsfreie Namensführung im Adel wird hierzu auf das Adelsgeschlecht der Edelfreien Herren Sporn („Sporo“) verwiesen. Zwischen 1114 und 1277 traten Mitglieder dieses Geschlechtes in 45 Regsten ohne das Prädikat „von“ im Namen auf.
Das Prädikat „von“ wurde und wird in Familien geführt, die sich ohne Familiennamen auf Ihren damaligen Wohnsitz berufen mussten, um sich so von anderen, gleichlautenden Vornamensträgern unterscheiden zu können. Bei Verlegung ihres Sitzes änderte sich dann auch der „Familienname“. So nannten sich z. B. die Herren von Hagen-Arnsburg ab Mitte des 12. Jahrhunderts nach Errichtung Ihrer neuen gleichnamigen Burg, Herren von Mincenberg (Burg Münzenberg). Das Prädikat „von“ wurde also nicht verliehen, sondern stellte eine notwendige Verbindung zwischen Vor- und Familiennamen (Adelssitz, Gut, Ort) dar. Erst seit 1360 bis hin in die Neuzeit (1918) wurde bei einer Erhebung in den Adelsstand (Briefadel) dem Geadelten u. a. auch das Prädikat „von“ als äußeres Zeichen seiner neuen Würde verliehen (von Goethe, von Schiller usw.).
Der Geschlechtername Ungeloube basiert auf dem gleichlautenden Adjektiv ungeloube(o) (nicht glaubend, andersgläubig, abergläubisch), das um 980 in Schriftform durch den Mönch Notger III. von St. Gallen belegt wird. Daraus bildete sich im Verlauf des 11. zum 12. Jahrhundert der Beiname Ungeloube, der sich nachfolgend zum Geschlechternamen (hier als Übername) verfestigte. Lautliche Veränderungen ergaben sich durch e-Ausfall (Synkope) und Doppellautveränderung von ou zu au, also von Ungeloube zu Unglaube. Eine mundartlich geprägte, endungslose Variante des Namens Unglaube lässt sich seit dem Ende des 16. Jahrhunderts im fränkisch-böhmischen Grenzgebiet zwischen Kronach und Asch sowie im thüringischen Saale-Orla-Kreis nachweisen. Aus historischer Sicht hat die Namensvariante Unglaub hier ihren Ausgangs- und Schwerpunkt. Zwischen 1626 und 1892 sind hier rund 51 Belege nachweisbar.
Die Entwicklungsstadien vom gotischen Adjektiv zum Geschlechternamen Unglaube:
- Um 500, galaubida, (gotisch) Glaube, („ich glaube“).[8]
- 765, kilaubu, (frühalthochdeutsch) Glaube, („ich glaube“).[9] 775, unchilaubend, ungläubig, lt. Incredulus.[10]
- 780, ungiloubo sin, (nicht glaubend) althochd.[11]
- 863/71, ungiloubige.[12]
- 1080, ungeloubich.[13]
- 1120, ungeloubich, geloubich.[14]
- 1160, ungeloubich.[15]
- 1178, Ungeloubo, als Geschlechtername erstmals urkundlich erwähnt.[16]
- 1200, Ungeloube, mittelhochd.[17]
- ab 1500, Unglaube, neuhochd.

## Geschichte

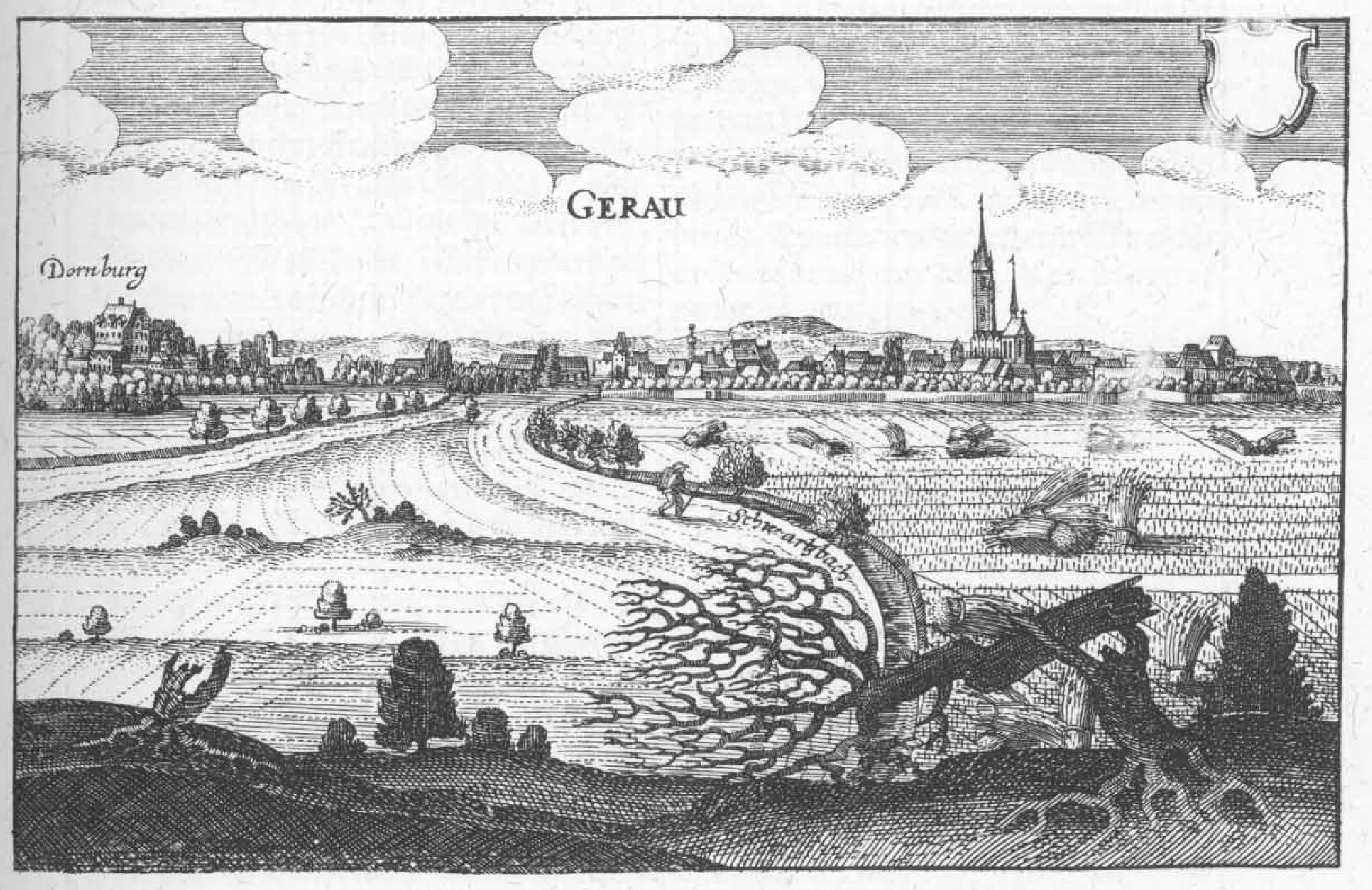
Matthäus Merian: Ansicht von Gerau aus der Topographia Hassiae. Links das Dornberger Schloss.

Die erste urkundliche Erwähnung des Geschlechts Ungeloube stammt aus der Zeit um 1178. In einer Urkunde des Klosters Eberbach erscheint der Ritter Cunradus Ungeloubo als Zeuge für Eberhard I. von Dornberg. Wie im Güterverzeichnis des Klosters Eberbach von 1211 verzeichnet, verkauft dieser Cunradus Ungeloubo um 1189 Eigentum (nobis allodium), gelegen am Hof Gehaborn (iuxta curiam), für 2 Mark (II talentis) Silber. Cunrad Ungeloubo erscheint auch in den Jahren um 1198 (1196–1202) und 1209, hier einmal als dritter Zeuge hinter Conrad Reizel (Konrad Reiz von Lützelbach) und Ulrich von Weiterstadt, in einer gleichlautenden Bestätigungsurkunde dann als zweiter Zeuge hinter dem Edelfreien Konrad Reiz (v. Lützelbach), ausgestellt über einen Vergleich, geschlossen zwischen dem Kloster Eberbach und Eberhard Waro v. Hagen, sowie 1210 zusammen mit seinem Bruder Heinricus als Ministerialen der Herren von Dornberg (De familia domini Eberhardi de Dornburch). Die Beurkundung von 1210 wird 1261 durch Werner, Erzbischof zu Mainz, in einer Neuausfertigung inhaltlich bestätigt. Auch im Oculus Memoriae (Auge der Erinnerung), dem ältesten Güterverzeichnis des Klosters Eberbach, Capitulum XX, treten die Ungeloube mehrfach in Urkundenabschriften als Zeugen auf. Das erhaltene Güterverzeichnis aus dem Jahre 1211 gibt Auskunft über die Besitzlagen der Abtei. Verfasser des Dokuments ist der Eberbacher Zisterziensermönch Bernhelm der von 1208 bis 1228 als Notar des Klosters belegt ist.

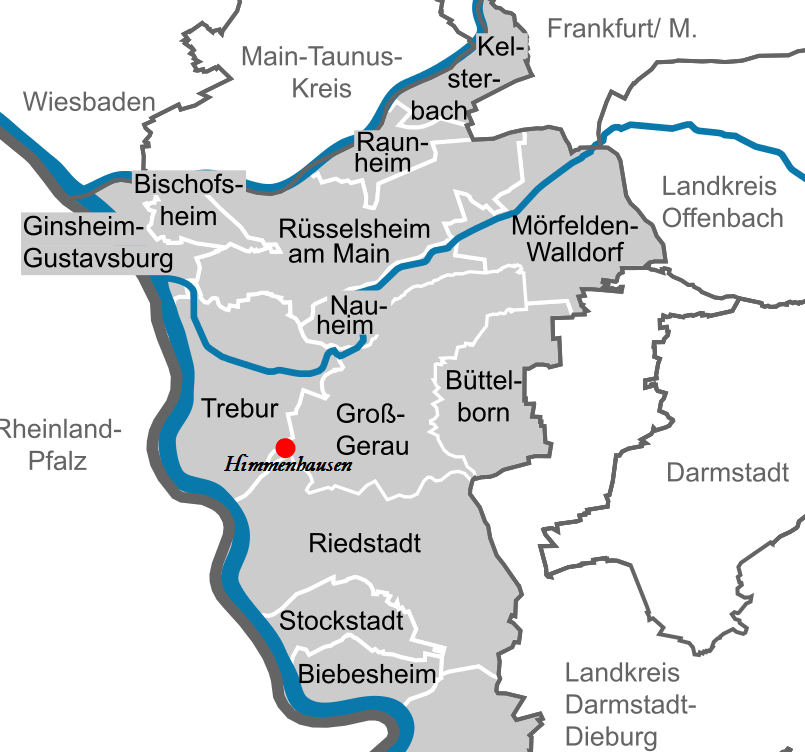
Dorf/Hof Himmenhausen 1159 bis 1400 urkundl. belegt.

Heinricus Ungloubo tritt 1235 erneut allein als Zeuge für Cunrad von Dornberg in Erscheinung. Dessen, in 1256 nach seinem und seiner Ehefrau Gerdrutis Tod auftretende Tochter, die Nonne Guda (mittelalterl. Vorform von Gudrun), Tochter der Gerdrutis dicte Vnglouben, schenkt am 23. September 1256 die Allode der Ungeloube zu (H)Immenhusen bei Gerau dem Mariengredenstift zu Mainz. Das Dorf (H)Immenhausen (karolingisch: Wohnort des H(I)mmo), zusammen mit dem Hof Riedhusen, findet erstmals in 1159 urkundliche Erwähnung bei dem Verkauf der Liegenschaften an die Prämonstratenserabtei Ilbenstadt. Himmenhausen scheint schon in karolingischer Zeit besiedelt gewesen zu sein. 1166 bestätigt Kaiser Friedrich Barbarossa diesen Verkauf an Ilbenstadt. Da nur der Hof Riedhusen nach 1200 vom Kloster Ilbenstadt an das Kloster Eberbach verkauft wurde, muss Himmenhausen um 1200 schon im Besitz der Ungeloube gewesen sein. Vermutlich zuerst als Burglehen der Herren von Dornberg. Hierzu wird in einer Urkunde des Conrad von Dornberg von 1236 als einer seiner Burgmänner ein Henrico (Heinricus) erwähnt. In erblichen Lehensbesitz übergegangen, überträgt Guda Ungeloube dann ihre Güter der Kirche der Heiligen Jungfrau zu den Stufen zu Mainz. Ein als wahrscheinlich anzunehmender Grund für Gudas Schenkung an Mariengreden: Cunrad von Dornberg war bereits zu dieser Zeit als Schutzherr der Ungeloube ausgefallen. Cunrad hatte doch sechs Monate zuvor, am 29. März 1256, in Erwartung seines baldigen Todes, alle seine Güter dem Kloster Eberbach vermacht. Guda Ungeloube sah vermutlich schon bald darauf keine Möglichkeit mehr, Himmenhausen als alleinstehende Frau, schutz- und wehrlos, weiter halten zu können. Guda starb 1261. Ihr Sterbeort ist nicht verzeichnet, vermutet wird er aber in einem der Mainzer Frauenklöster, wahrscheinlich in der Abtei Altmünster (Mainz). Für eine engere Verbindung der Guda zu Altmünster spricht in diesem Zusammenhang auch der Hinweis auf ein Zinsregister dieses Klosters. Hierin wird zu Gunsten von 2 Mainzer Kapellen (Johannis- und Michaelis-Kapelle) ein Zins von 5 Solidi (Schillingen) vermerkt, der aus Immenhusen iuxta Tribure (Himmenhausen neben Trebur) fällt. Der der Guda Ungeloube seit 1256 bis dahin zugestandene Nießbrauch aus Ihren Gütern fiel nach ihrem Tod ebenfalls an Mariengreden.
Für rund 90 Jahre lassen sich die Ungeloube, beginnend mit Conrad Ungelobe, vermutlich einem Enkel des Heinricus Ungeloubo, als Zeugen und Lehensleute in Diensten der Schenken von Erbach im Ritterkanton Odenwald nachweisen. In einer Urkunde vom 13. Mai 1266 tritt Conrad Ungeloben als Edelknecht nach 4 Rittern, darunter Fridericus de Brensbach, aber vor den Herren von Weinheim, Schöllenbach, Pavay und Rossbach auf. Dann weiter kauften am 8. Februar 1335 die Edelknechte Albrecht d. Ä. von Echter, Stammvater der Herren von Echter, und Wortwin von Ungelaube, vermutlich wiederum ein Enkel des Conrad Ungelobe, in Kaufgemeinschaft von dem Edelknecht Rudolf Kilian und dessen Hausfrau Christine für 40 Pfund Heller den Zehnten zu Beerfurth. mit lehensherrlicher Bewilligung des Schenken Konrad, Herrn zu Erbach. Am 28. April 1336 wurde dieser Kauf erneut, diesmal für 72 Pfund Heller, beurkundet. Damit erwarben sie diesen Zehnt endgültig von Rudolf Kilian mit Zustimmung seines Bruders Hermann Kilian und wurden vom Schenk von Erbach damit belehnt. Mit einer Urkunde vom 17. Juni 1356 erhält Wortwin gen. Ungelaube von Bischof Gerlach von Mainz wegen getreuen Dienstes, „den er bisher geleistet hat und noch leisten werde“, eine lebenslängliche Gülte von 3 Pfund/ 6 Schillingen aus Steuern zu Amorbach verliehen, fällig jährlich am Martinstag.
Als Erbacher Burgmannen waren die Echter und deren Verwandtschaft auch um die Erbacher Wasserburg angesiedelt. Eine Burgmannensiedlung ist dort zwar erst ab 1321 urkundlich belegt, vereinzelt Erwähnung finden Erbacher Burgmannen aber schon 1206 mit Gernoldus de Ertbach als Zeuge für Pfalzgraf Heinrich, sowie 1214 mit Fridericus de Ertbach als Zeuge für Heinrich von Kühlsheim. Zumindest Fridericus de Ertbach ist als Vorfahre des ab 1257 bezeugten Erbacher Burgmannen Friedrich von Brensbach anzusehen. Die Ansiedlung von Burgmannen in Erbach ist daher zeitnah nach Errichtung der Erbacher Burg anzusetzen. Etwa um 1350 entstand als Teil der Erbacher Burgfreiheit das Steinerne Haus, irrtümlich auch als Templerhaus bezeichnet. Dieser Wohnturm befand sich bis zu deren Ausgehen in echterschem Besitz und gilt heute als eines der bedeutendsten Baudenkmäler von Erbach. Auch wegen der urkundlich belegten Kaufgemeinschaft wird eine Verwandtschaft sowie Wappengleichheit der von Ungeloube mit den Herren von Echter (Die Herren von Echter und Unglaube) und den Herren von Brensbach vermutet. Ebenfalls traten die Geschlechter Starkerad von Breuberg/Duborn, von Reckershausen, von Weckbach sowie die von Berwangen mit dem Schrägbalken, belegt mit drei Ringen, in ihren Wappen auf. Im Kreis dieser Wappengemeinschaft erscheint ein erstmaliger Beleg über den Gebrauch dieses Wappens in Form eines Siegels mit Schrägbalken und den 3 Ringen durch die Herren Echter in einer Urkunde von 1367. Hier wegen einer Güterübertragung des Conze von Hochhausen an dessen Bruder Hermann von Hochhausen. Die Zeugen Wernher Duborn und Conze (Conrad) Echter bekennen in dieser Urkunde, ihre Siegel an diese Urkunde angehängt zu haben. Außer bei den Echter sind weitere frühe Siegel- und Wappennachweise dieser Wappengemeinschaft in Urkunden der Herren von Hochhausen 1366 und 1354, sowie bei den Herren Duborn (Tuborn) in 1360, 1359, und vorher bereits durch den Wappenschmuck auf der Grabplatte der Grede Duborn, Tochter des Hermann Duborn I (1276–1305), in der Einhardsbasilika um 1344 belegt. Es darf daher angenommen werden, dass Familienzweige dieser Wappengemeinschaft schon im Übergang vom 13. zum 14. Jahrhundert einen rechten oder linken Schrägbalken mit den drei Ringen in Wappen oder Siegel führten.
Die Zuwanderung eines Zweiges der Unglaube ins Schlesische aus dem Odenwälder Gebiet ist in den Zeitraum um 1280 bis 1300 zu legen, da die Unglaube zwar noch 1336 zusammen mit den Echter als Edelknechte im Odenwald, bzw. 1356 für Mainz, urkundlich auftraten. Hingegen existieren erste familienrelevante urkundliche Erwähnungen aus Schlesien dann bereits ab 1338. Nach Hans Bahlow, Verfasser des Werkes „Schlesisches Namenbuch von 1953“, kommt der Familienname „Unglaube“ auch erst in neuerer Zeit (ausgehendes Mittelalter) in Schlesien vor. Von einer Zuwanderung aus Westen im letzten Viertel des 13. Jahrhunderts darf daher ausgegangen werden. Ein wichtiges Indiz hierzu stellte auch das Vorhandensein einer der bekanntesten Ost-West-Verbindungsstraßen des Mittelalters, der Via Regia dar, die das Mittelrheingebiet mit dem schlesischen Raum bis Breslau verband. 1252 ist sie erstmals in einer Urkunde des Markgrafen Heinrich von Meißen als Königsstraße (strata regia) erwähnt. Doch reichen ihre Anfänge bereits ins 8. und 9. Jahrhundert zurück. Die Straße bestand jedoch trotz des Niedergangs in den einzelnen Abschnitten unter der Bezeichnung Hohe Straße fort. Sie stand nun unter landesherrlicher Aufsicht (unter anderem der König von Böhmen in der Oberlausitz, die sächsischen Kurfürsten in Mitteldeutschland, die Fürstabtei Fulda in Hessen, das Erzstift Mainz am Rhein) und war durch Straßenzwang privilegiert.
In der ersten in Schlesien erfassten Urkunde vom 6. Juli 1338 wird ein Peter (Pecz) Ungeloube als Bürgermeister von Freystadt (Fryginstat) verzeichnet. In dessen Nachfolge finden weitere Bürgermeister, Ratsherren (Konsulen) und Geistliche zu Freystadt, Sagan Glogau und Neisse in schlesischen Urkunden Erwähnung:
- 1367, Peter Vngeloube, Ratmann zu Fryginstat (Freistadt).[54]
- 1368, Hans Ungeloube, Bürgermeister der Stadt Glogau.[55]
- 1369 bis 1379, Johannes Ungloube, Bürgermeister zu Sagan.[56]
- 1384, Peter Ungloube, Konsul der Stadt Glogau.[55]
- 1406, Nikolaus Ungloube, Stadtschreiber zu Glogau.[55]
- 1479, Johannes Unglaube der Jüngere, stiftet 3 Schilling Altarausstattung zu Fürstenwalde.[57]
- 1488 bis 1500, Johannes Unglaube, Meister (Propst) am Kreuzstift zu Neisse.[58]

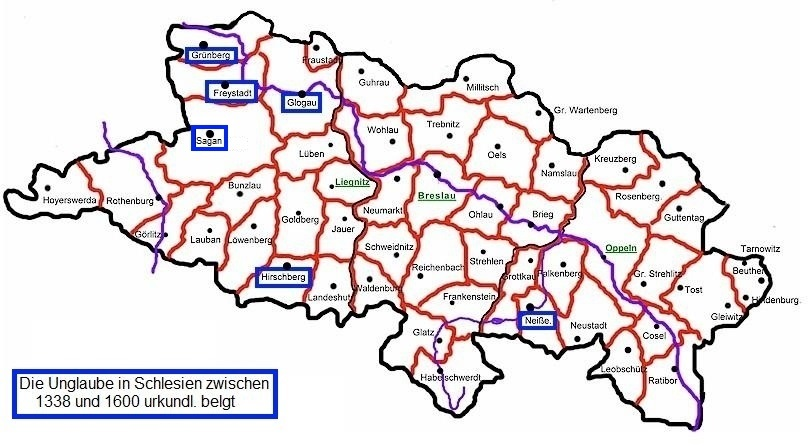
Die Unglaube in Schlesien urkundlich belegt zwischen 1338 und 1600

Urkundlich ab 1349 als Allodien der Unglaube belegt sind die Dörfer Zissendorf (Cisów), Nieder-Siegersdorf (Podbrzezie Dolne) und Reichenau (Słocina) im Umland von Freystadt. Grundherr war Peter Unglowbe, Patrizier zu Sagan. Peter Unglowbe erwarb Teile dieser Allodien um 1323 von einem der Söhne, (vermutl. Johann) des Ritters und Burggrafen (Kastellan) von Freystadt, Dietrich von Pessna (urkdl. erw. 1287 bis 1311). Graf Dietrich verstarb im Februar des Jahres 1311. Schon 1295 wurde Nieder-Siegersdorf als Allodium der Grafen von Pesna erwähnt. Mit Datum vom 2. September 1323 befreite Herzog Heinrich VI. seinen Getreuen Johann v. Pessna, Sohn des Dietrich u. a. auch für Sighardisdorf (Siegersdorf) von allen Abgaben und allen Lasten für alle Zukunft. Daher lässt sich der Erwerb von Nieder-Siegersdorf durch Peter Unglowbe nun auf den Zeitraum um oder nach 1323 festlegen. Einkünfte aus diesen Allodien stiftete Peter Unglaube dem Spital vom Heiligen Geist zu Freystadt zu seinem und seiner Familie Seelenheil. Das neben der Heilig-Geist-Kirche von 1273 bestehende Hospital wurde um 1280 erbaut und dem Deutschen Orden übertragen. In einer Urkunde vom 11. Juli 1405 wird für Nieder-Seghardisdorf (Nieder-Siegersdorf) und Reychenaw der Freistädter Bürger Johann Frankinfurt in der Nachfolge der Unglaube als Eigentümer vermerkt. Mit dieser Urkunde gab er die vorgenannten Allodien weiter an Philipp Unrwen (Unruh), Sohn des Jakob Unrw (Unruh).
Den verheerenden Brand von Freystadt in der Nacht vom 8. auf den 9. Juli 1637 schilderte der Barockdichter Andreas Gryphius in einem seiner Hauptwerke, dem Prosaband Fewrige Freystadt. In diesem Werk, das auf seinen eigenen und den Beobachtungen weiterer Augenzeugen beruhte, setzte er u. a. dem Georg Unglaube (1567 – 9. Juli 1637), „RathsThurmwächter“ von Freystadt, der auf die Rettung der Einwohner bedacht dabei jedoch elendig verbrannte, ein bleibendes Denkmal.
Weiter lässt sich ein Zweig der Unglaube, vermutlich Mitte des 17. Jh. aus dem K u. K. Herzogtum Schlesien zugewandert, gegen 1700 auch im K. u. K. Kernland Österreich nachweisen. Aufgezeichnet im Portheimkatalog tritt hier Antonius v. Unglaube auf. Dieser wird um 1720 geboren und absolviert eine militärische Laufbahn in der k. k. Armee. 1762 zum Oberlieutnant  befördert, wird Antonius v. Unglaube um 1770 zum Prem. k. k. Fuhrwesen Rittmeister ernannt  Antonius v. Unglaube verstirbt als Pensionist am 20. September 1783 zu Wien  Antonius hinterlässt seine Ehefrau Anna Elisabeth v. Unglaube, geb. v. Lang, sowie die Söhne Carl Unglaube, geb. 2. November 1776, Ludwig Unglaube, geb. 25. August 1778, Rudolf Apolonius Antonius Vincentus Unglaube, getauft am 18. April 1781 und die Tochter Maria Anna Rosa Elisabetha Unglaube, getauft am 25. August 1782, alle zu Wien Sohn Carl tritt knapp zehnjährig als Kadett und „Sohn eines Rittmeisters“ 1786 in die Theresianische Militärakademie zu Wien ein, wird 1795 als Fähnrich zum Franz Wenzel Freih. V. Reisky - Inf. Reg. Nr. 13 eingeteilt, avanciert dort zum Lieutn. und Oberlieutn. und dient dem Regiment bis 1809. Sohn Ludwig wird 1817 in der Wiener Zeitung als Fourier im Rang eines Unterlietnants erwähnt.

## Wappen
Das Wappen der Wappengemeinschaft zeigt hier einen Schräglinksbalken, belegt mit drei Ringen. Es wurde aber ebenfalls mit Schrägrechtsbalken geführt. Um 1605 in Siebmachers Wappenbuch ist das Wappen in Blau mit einem silbernen Schrägrechtsbalken, belegt mit drei blauen Ringen, abgebildet.

## Persönlichkeiten
- Johannes Unglaube (* um 1445; † um 1520), Propst des Kreuzstiftes zu Neisse [75]

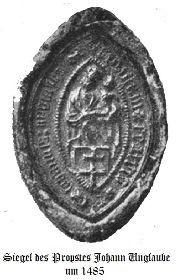